# Caraguatatuba
Caraguatatuba o semplicemente Caraguá è un comune del Brasile nello Stato di San Paolo, parte della mesoregione della Vale do Paraíba Paulista e della microregione di Caraguatatuba. È una località di turismo balneare a 170 chilometri dalla capitale San Paolo.

## Toponomastica
Caraguatatuba è una parola di origine indigena che, significa "luogo di molte Caraguatá" (pianta tipica della zona).

## Storia

### Fondazione della Città
La fondazione di Caraguatatuba ha le sue origini negli anni 1653/1654 quando João Blau, Governatore della Provincia di Nostra Signora di Itanhaem (1653-1656) che era feudatario della Contessa Di Vimieiro, fondò il villaggio di Santo Antonio de Caraguatatuba.

### Fazenda dos Ingleses
Giungendo molte famiglie di rifugiati stranieri, accolti in case di mattoni, in un'area di 4.020 ettari iniziali, la Fazenda di São Sebastião era nota come la Fazenda dos Ingleses
Nel 1927, la Fazenda dos Ingleses ha provocato cambiamenti nella situazione generale di Caraguatatuba. Per certi aspetti causò questi cambiamenti:
- Aumento significativo della popolazione del comune
- Specializzazione di manodopera agricola
- Aumento di attività di commercio di artigianato
- Aumento del commercio all'interno e all'esterno della regione
- L'espansione veloce dei mezzi di comunicazione
- Aumento rispettabile di entrate pubbliche municipali, statali e federali

Per il loro divertimento, gli inglesi costruirono campi da tennis, da golf e da polo. Giocavano anche a cricket. Nel campo di calcio arrivarono a disputare un torneo con 30 squadre. Giocavano a Ping-pong e assistevano a documentari nel cinema della fazenda. 
La Fazenda dos Ingleses è stato uno dei fattori principali per lo sviluppo della città fino all'arrivo del turismo. 
Un sistema ferroviario, arrivato a misurare 120 km di lunghezza, trasportava i prodotti al porto del Rio Juqueriquerê, dove c'era una banchina di 100 metri, dove i prodotti, principalmente banane raggiungevano le navi attraccate nel canale di São Sebastião per poi proseguire per Londra.
Verso il 1946, alla fine della seconda guerra mondiale, l'azienda ha ripreso la produzione di agrumi, alimentando il mercato del Regno Unito e ha sopravvissuto per oltre 20 anni di quella cultura, nonostante il graduale declino. 
Con la catastrofe del 1967, la metà della Fazenda è stata distrutta dall'alluvione. La ripresa delle attività si è svolta solo negli anni novanta, quando l'allevamento Serramar ha installato un progetto di allevamento ad alta tecnologia ancora in attività.

### L'Alluvione
Nel 1967 ci fu una catastrofe che lasciò molti abitanti di Caraguatatuba senzatetto. Una frana di fango e alberi, si staccò dalla cima della Serra do Mar e invase la città. Caraguatatuba è stata isolata per diversi giorni e in stato di calamità naturale; vari punti della città sono stati distrutti o sepolti, come il ponte che collega il comune di Ubatuba e l'accesso alla strada statale SP-55. Non è mai stato stimato un numero ufficiale di morti, ma - secondo le autorità - sono stati almeno 500 morti, dal momento che molti corpi non sono mai stati trovati.
La città è oggi è uno dei centri più popolosi e commercialmente importanti in tutta la costa settentrionale. Il popolo di Caraguatatuba ha fatto uno sforzo di ricostruzione e di marketing nel turismo. Un ottimo esempio è il testo pubblicato dal quotidiano "Folha de Sao Paulo" il 2 febbraio 1968: "Girare a Caraguatatuba e sorridere. La città ha dimenticato il disastro dello scorso anno e l'esperienza di questa stagione, con un insolito movimento di turisti, ha superato anche le più ottimistiche aspettative degli albergatori e dei commercianti.

## Geografia fisica
Caraguatatuba, si trova tra l'Oceano Atlantico e la Serra do Mar, facente parte del "Parque Estadual da Serra do Mar" zona naturale protetta.
Le sue città vicine sono Natividade da Serra, Ubatuba nord-est, l'Oceano Atlantico a sud-est, São Sebastião, a sud, ovest e nord-ovest Salesópolis Paraibuna.

### Spiagge
Caraguatatuba è rinomata per le sue numerose spiagge
- Praia de Tabatinga;
- Praia da Mococa;
- Praia da Cocanha di fronte agli isolotti Ilha do Tamanduá o Ilhote da Cocanha;
- Praia do Massaguaçu;
- Praia do Capricórnio;
- Praia Brava;
- Praia do Martim de Sá;
- Prainha;
- Praia do Garcez;
- Praia do Camaroeiro;
- Praia Grande;
- Praia do Indaiá;
- Praia Pan Brasil;
- Praia das Palmeiras;
- Praia do Romance;
- Praia das Flecheiras;
- Praia do Porto Novo;